# Великий, Виктор Иванович
Виктор Иванович Великий (1918—1996) — капитан 1-го ранга ВМФ СССР, участник Великой Отечественной войны, Герой Советского Союза (1944).

## Биография
Родился 15 сентября 1918 года в городе Усмань (ныне — Липецкая область) в рабочей семье. Окончил три курса рабфака при Ростовском институте инженеров транспорта. В 1936 году был призван на службу в Рабоче-крестьянский Красный Флот. В 1940 году он окончил Севастопольское военно-морское училище береговой обороны ВМФ имени ЛКСМУ. С 1941 года — на фронтах Великой Отечественной войны. Принимал участие в боях на Юго-Западном и Сталинградском фронтах в составе Азовской военной флотилии. К ноябрю 1943 года будучи старший лейтенантом командовал 1-м отрядом бронекатеров 3-го дивизиона бронекатеров Азовской военной флотилии. Отличился во время высадки десанта на Керченский полуостров.
В ночь со 2 на 3 ноября 1943 года, несмотря на массированный вражеский огонь, сумел обеспечить высадку штурмового отряда. Будучи назначенным комендантом пристани, умело организовал приём десантных войск, продовольствия, вооружения и боеприпасов.
Указом Президиума Верховного Совета СССР «О присвоении звания Героя Советского Союза офицерскому, старшинскому и рядовому составу Военно-Морского флота» от 22 января 1944 года за «форсирование Керченского пролива, высадку десантных войск и переброску техники на Керченский полуостров и проявленные при этом отвагу и геройство» был удостоен высокого звания Героя Советского Союза с вручением ордена Ленина и медали «Золотая Звезда» за номером 2903.
В Ясско-Кишинёвской наступательной операции отличился при форсировании Днестровского лимана: в разгар боя в ночь на 22 августа 1944 года прорвался под ураганным артиллерийским огнём в Днестровский лиман из Чёрного моря по узкому «горлу» во главе отряда из 8 бронекатеров. Этот прорыв оказал большую помощь войскам, форсировавшим лиман. 
После окончания войны продолжил службу в ВМФ СССР. В 1946 году он окончил Высшие офицерские классы при Военно-морской академии. В 1961 году вышел в запас в звании капитана 1-го ранга. 
До 1982 года проживал в Севастополе, затем переехал в город Георгиу-Деж (ныне — Лиски) Воронежской области. Впоследствии вернулся в Севастополь. Скончался 23 апреля 1996 года, похоронен на городском кладбище «Кальфа» в Севастополе.
Был также награждён четырьмя орденами Красного Знамени, орденами Суворова 3-й степени, Отечественной войны 1-й степени, Красной Звезды, а также рядом медалей. Почётный гражданин города Лиски. Бюст Великого установлен на территории Академии ВМС Украины имени Нахимова.

Могила В. И. Великого на кладбище «Кальфа» в Севастополе.

## Память
- Имя «Виктор Великий» получит строящийся патрульный корабль ВМФ России проекта 22160[4].
- На 80 лет со дня рождения Виктора Ивановича в Севастополе на улице Советской (дом 24) была установлена мемориальная табличка.
- В честь Виктора Великого названа улица на Сапун-горе в Севастополе